# Chezhan (socken i Kina, Shandong)
Chezhan (kinesiska: 车站, 车站街道) är en socken i Kina. Den ligger i provinsen Shandong, i den östra delen av landet, omkring 95 kilometer öster om provinshuvudstaden Jinan. Antalet invånare är 53 320. Befolkningen består av 26 631 kvinnor och 26 689 män. Barn under 15 år utgör 13,0 %, vuxna 15-64 år 77 %, och äldre över 65 år 9,0 %.
Genomsnittlig årsnederbörd är 769 millimeter. Den regnigaste månaden är juli, med i genomsnitt 284 mm nederbörd, och den torraste är januari, med 7 mm nederbörd.